# Ayi Kwei Armah
Ayi Kwei Armah (nascut a Sekondi-Takoradi, Ghana el 1939) és un important escriptor ghanès en llengua anglesa.

## Biografia i educació
Nascut de pares fante-parlants i descendent, per via paterna de la família reial del poble ga, Armah va néixer a la ciutat portuària ghanesa de Sekondi-Takoradi. El 1959 va anar a estudiar a Massachusetts, als Estats Units i es va llicenciar en sociologia a la Universitat Harvard. Posteriorment Armah va anar a Algèria a on va treballar com a traductor a la revista Révolution Africaine. El 1964 va tornar a Ghana, a on fou guionista de la Ghana Television i professor d'anglès.
Entre el 1967 i el 1968 fou editor de la revista Jeune Afrique de París. Entre el 1968 i el 1970 va estudiar un màster d'escriptura creativa a la Universitat de Colúmbia. A la dècada dels setanta del segle xx va treballar com a professor a Tanzània i Lesotho. Als anys 80 va viure a Dakar, Senegal i ensenyà a la Universitat de Wisconsin-Madison

## Publicacions
- Fragments (1971). El protagonista, Baako, va anar a estudiar als Estats Units. Quan va retornar a Ghana, era malvist pel seu estil de vida occidental. En aquesta primera novel·la, Armah contrasta els dos monts del materialisme (occident) i els valors morals.
- Why Are We So Blest? (1972). L'estudiant Modin Dofu, el protagonista, fou fet fóra de Harvatd. Amb aquesta desilusió, se situa entre la independència i els valors occidentals. Es troba un africà negre portuguès anomenat Solo, que ha patit una depressió després d'haver-se separat d'una noia americana blanca. Solo escriu un diari que és la novel·la en si.
- Tho Thousand Seasons (1973). Novel·la en la que tracta el comerç d'esclaus en el passat africà. És una història èpica a on una veu comunal pluralitzada parla sobre la història d'Àfrica. Els opressors àrabs i europeus són vistos com a predadors, destructors i zombies. Està escrita en to al·legòric i conté trets autobiogràfics.
- The Healers (1979), obra mixta entre realitat i ficció sobre la caiguda de l'Imperi Ashanti. Els protagonistes són metges tradicionals que veuen la fragmentació com un desastre letal per a Àfrica.
- Osiris Rising (1995), sobre l'antic Egipte.

Armah s'ha vist com a membre de la generació d'escriptors africans posteriors a Chinua Achebe i Wole Soyinka.
Com a assajista, Armah ha escrit textos i ha treballat a favor del panafricanisme. Ha considerat l'adopció del kiswahili com a llengua continental.